# Brian Cowen
Brian Cowen (en irlandais : Brian Ó Comhain), né le 10 janvier 1960 à Tullamore, est un homme d'État irlandais, membre du Fianna Fáil.
Brian Cowen exerce avant d'arriver à la tête du gouvernement de très nombreuses charges ministérielles : ministre des Finances (2004-2008), ministre des Affaires étrangères (2000-2004), ministre de la Santé et de la Jeunesse (1997-2000), ministre des Transports, de l’Énergie et des Communications (1993-1994), ministre des Arts, du Sport et du Tourisme (1993), ministre du Travail (1992-1993). 
Il est élu président du Fianna Fáil le 9 avril 2008 après la démission de Bertie Ahern, entraînant sa désignation comme Premier ministre le 7 mai suivant par le Dáil Éireann. Du fait des conséquences de la crise économique mondiale sur l'économie irlandaise, il décide, fin 2010, de faire appel à l'aide européenne et internationale, et se voit alors contraint de dissoudre le Dáil Éireann. Très contesté, il quitte la tête de son parti le 22 janvier 2011, puis est remplacé six semaines plus tard à la tête du gouvernement.

## Ses origines, sa formation, sa famille et ses passions
Brian Cowen est né dans la ville de Clara, dans le comté d'Offaly et la province de Leinster. Il est le fils de Bernard Cowen, un ancien député et sénateur du Fianna Fáil. Cowen étudie à l'école nationale de Clara, au Ard Scoil Naomh Chiaráin, au collège de l'abbaye cistercienne du Mont Saint-Joseph à Roscrea, ainsi qu'à l'University College de Dublin dont il sort diplômé en droit. Il entre ensuite comme avocat au sein de l’Incorporated Law Society of Ireland à Dublin. 
Cowen épouse Mary Molloy avec qui il a deux filles, Sinéad (née en 1991) et Maedhbh (née en 1998). Il est membre de la Gaelic Athletic Association (GAA), prestigieuse et importante association défendant la culture irlandaise et les sports gaéliques, et est notamment le président du club GAA de Clara. Brian Cowen est également connu aller au contact de ses administrés dans certains pubs de son pays natal, le comté d'Offaly. Son père était d'ailleurs gérant d'un pub à Clara, établissement aujourd'hui tenu par l'un de ses frères. De plus, en mai 2003, il participe à l'élaboration d'un CD dans le cadre d'une œuvre de bienfaisance initiée par The Brewery Tap, pub de la ville de Tullamore. Toutes les recettes de ce CD de 28 chansons furent reversées à des organisations caritatives. Parmi les titres y figurant, Cowen a interprété un des classiques du célèbre parolier Phil Coulter (également auteur de l'Ireland's Call, l'hymne de l'équipe irlandaise de rugby à XV), « The Town I Loved So Well », dédié à la ville natale de ce dernier, Derry en Irlande du Nord. 
En mai 2007, Cowen a admis avoir fumé du cannabis lors d'une interview avec Jason O'Toole de Hot-Presse (un fanzine musical) et que « contrairement à Bill Clinton, [il] a inhalé ».

## Sa carrière politique

### Les débuts
Brian Cowen est élu pour la première fois au Dáil Éireann dans la circonscription de Laois–Offaly, lors de l'élection partielle de 1984 causée par la mort de son père. À 24 ans, il est le benjamin de la 24e législature du Dáil. Il est également élu, la même année, au conseil du comté d'Offaly, prenant là-aussi la relève de son défunt père. Il y siège jusqu'en 1992. 
Pendant les sept premières années de sa vie parlementaire, il siège en tant que « back bencher », c'est-à-dire en dehors du gouvernement ou du cabinet fantôme. Il se fait toutefois une première fois remarquer en 1989, en s'opposant vertement à la coalition entre son parti et les Démocrates progressistes (PD). Ce n'est que deux ans plus tard qu'il se rapproche véritablement du devant de la scène politique irlandais.

### Soutien de Reynolds
Ainsi, en novembre 1991, le ministre des Finances, Albert Reynolds, décide de prendre la direction du Fianna Fáil à Charles James Haughey Premier ministre ainsi que chef du parti depuis 1979. Brian Cowen s'aligne derrière Reynolds et fait donc partie de ce qui est surnommé le Country & Western gang. Ce terme vient du fait que la majorité des partisans de Reynolds sont alors des députés ruraux, tandis que ce dernier est connu pour avoir gagné beaucoup d'argent grâce à des salles de danse dans les années 1960. Battu tout d'abord en 1991, Reynolds réussit à prendre la tête du parti, et par la même occasion celle du gouvernement, lors de sa deuxième tentative, lorsque Haughey est contraint de démissionner et de prendre sa retraite en 1992.

### Premières fonctions ministérielles
Albert Reynolds nomme alors Brian Cowen au poste de ministre du Travail. Bien que membre du gouvernement, son attitude envers ses partenaires Démocrates progressistes reste hostile. C'est ainsi que, lors d'une convention du Fianna Fáil en mars 1992, il déclare : 
« Et pour ce qui est des membres du PD ? (...) En cas de doute laissez-les dehors!  »
L'élection générale du 25 novembre 1992 se traduit par une mise en minorité de la coalition gouvernementale sortante. Le Fianna Fáil, tout en restant le premier parti du pays, réalise son plus mauvais score électoral depuis 1927 avec 39,1 % des suffrages et 9 sièges en moins, et doit négocier avec les partis de l'opposition afin de se trouver un nouveau partenaire et rester au pouvoir. Brian Cowen, Noel Dempsey et Bertie Ahern, trois figures montantes du Fianna Fáil, sont chargés de négocier avec le parti travailliste, qui a connu un franc succès lors du scrutin en faisant plus que doubler le nombre de ses sièges à l'assemblée (son groupe passe de 15 à 33 élus), pour former un gouvernement de coalition. Un accord est finalement conclu entre ces deux partis, et Brian Cowen retourne au gouvernement comme ministre des Transports, de l'énergie et des communications. À ce poste, il prend la décision controversée d'assouplir les escales à l'aéroport de Shannon, ce qui multiplie la fréquence des vols transatlantiques directs depuis l'aéroport de Dublin. La décision entraîne de profondes divisions au sein du Fianna Fáil et le député Síle de Valera (petite-fille du fondateur du parti et figure de la création de la république d'Irlande, Éamon de Valera) quitte le parti en signe de protestation. 

### Opposition
Le 15 décembre 1994, lorsque le parti travailliste quitte la coalition gouvernementale pour former une nouvelle majorité avec le Fine Gael et la Gauche démocratique (petit parti socialiste ne disposant alors que de 4 sièges), Albert Reynolds, dont le gouvernement a été entaché par une série de scandales, doit démissionner de ses fonctions de Taoiseach et de chef du Fianna Fáil. Il est remplacé à ce dernier poste par Bertie Ahern qui devient donc chef de l'opposition. Brian Cowen est nommé au « cabinet fantôme » (Opposition Front Bench), d'abord comme porte-parole sur l'agriculture, l'alimentation et des forêts (1994) puis comme porte-parole sur la santé (1997).

## Retour au pouvoir

### Ministre de la Santé et de l'Enfance
Lorsque le Fianna Fáil revient au pouvoir après les élections générales de 1997 en s'alliant de nouveau aux Démocrates progressistes et à quatre indépendants, Brian Cowen est nommé au poste nouvellement agrandi de ministre de la Santé et de l'Enfance, considéré alors comme une sorte de cadeau empoisonné dans la vie politique irlandaise. Brian Cowen compare lui-même son passage à ce poste à la sensation que l'on peut ressentir en Angola vis-à-vis des mines antipersonnel qui peuvent se déclencher sans avertissement. Durant son mandat, il est en butte à des problèmes de surpopulation et de pénurie de lits dans les hôpitaux, ainsi que d'une longue grève des infirmières en 1999. Il vit avec soulagement sa mutation, l'année suivante.

### Ministre des Affaires étrangères

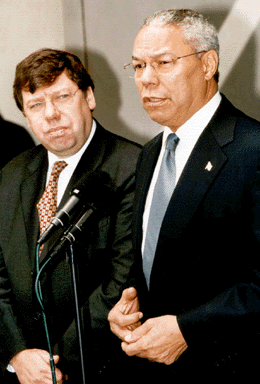
Brian Cowen et son homologue américain Colin Powell à Washington DC le 26 septembre 2001

À la tête de la diplomatie irlandaise, Brian Cowen est surtout confronté à la poursuite des négociations concernant le suivi du processus de paix en Irlande du Nord et à l'apparition de nouvelles responsabilités internationales pour son pays, notamment lorsque l'Irlande obtient son premier mandat au sein du Conseil de sécurité des Nations unies. 

En 2003, il est l'objet d'une étrange attaque personnelle de la part du dirigeant nord irlandais du Parti unioniste démocrate, le révérend Ian Paisley, déjà connu par le passé pour ses violentes diatribes à l'encontre de la République d'Irlande et de son gouvernement mais aussi contre les catholiques. Devant une foule de sympathisants du parti et en présence de caméras de télévision et de reporters radio, Paisley se lance dans un réquisitoire contre Brian Cowen, s'en prenant alors à son physique ainsi qu'à sa mère : 
« On m'a raconté l'autre jour que si ses lèvres sont si épaisses, cela est dû au fait que lorsque sa mère l'élevait il se montrait très désobéissant, si bien qu'elle avait l'habitude de lui mettre de la glu sur les lèvres, de le coller au sol et de le laisser là. Ça s'est inscrit depuis dans son apparence physique.  »
Il a également joué un rôle de premier plan dans le cadre de l'élargissement de l'Union européenne à 10 nouveau pays d'Europe de l'Est en 2004 et dans la présidence irlandaise de l'Europe cette même année.

### Ministre des Finances
Après le départ de Charlie McCreevy, en septembre 2004, Brian Cowen devient ministre des Finances. Dans un contexte de forte croissance économique du « tigre celtique », il est chargé de faire en sorte que cette réussite profite de manière équitable à tous les Irlandais. Ainsi, lorsqu'il présente le 1er décembre 2004 son premier budget, ce dernier prévoit que les dépenses de l'État augmentent de 9 %. 
De même, son second budget en 2005 est dominé par de nouvelles aides à la garde d'enfants, et à des mesures censées limiter les injustices fiscales. Le but est avant tout de pousser les « millionnaires à l'abri de l'impôt » de s'acquitter de leurs devoirs vis-à-vis du fisc d'ici à 2007, en limitant notamment les allègements fiscaux. Des mesures de réajustement de l'impôt sur le revenu sont également décidées visant à en exempter 52 000 foyers aux revenus les plus bas et à enlever 90 000 familles moyennes jusqu'ici comprises dans la tranche la plus élevée. 
Le troisième budget de Cowen, en prévision de l'élection générale de 2007, a été considéré comme l'un des plus dépensiers de toute l'histoire de l'État. Les 3,7 milliards d'euros de dépenses prévues comprend l'augmentation des pensions et des allocations d'aides sociales, un important programme écologique et une réduction du taux de la tranche la plus élevée de l'impôt sur le revenu de 42 % à 41 %.

## Chef du Fianna Fáil et Taoiseach

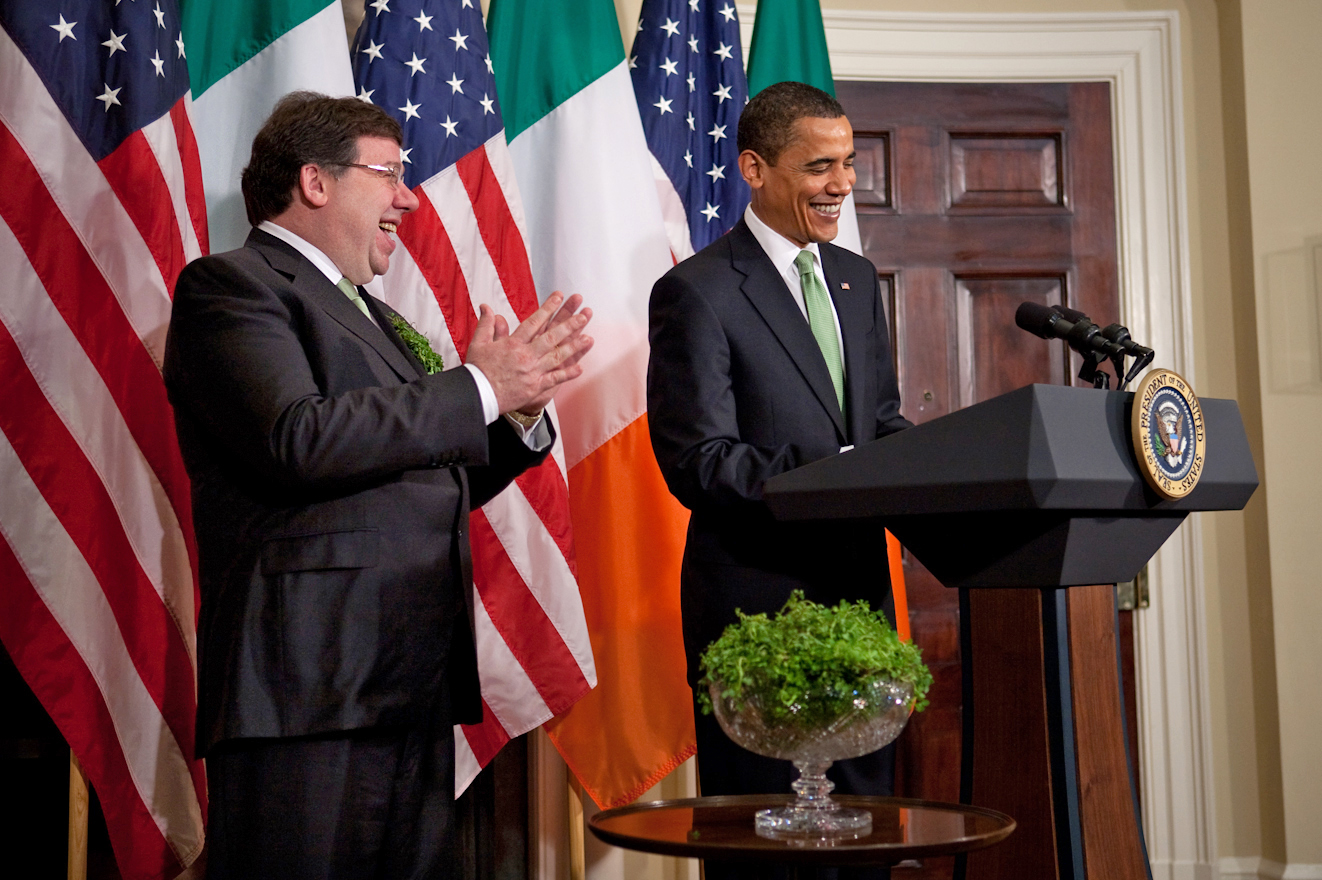
Brian Cowen et le président américain Barack Obama

Considéré depuis plusieurs années comme le dauphin désigné de Bertie Ahern (il était d'ailleurs depuis 2002 le vice-président du parti, et a occupé des fonctions gouvernementales d'importance telles que les Affaires étrangères ou les Finances), Brian Cowen est ainsi largement présumé par les médias comme le favori pour devenir Premier ministre lorsque Ahern aura pris sa retraite depuis longtemps annoncée. Cela semble se confirmer lorsqu'il est nommé, en plus de son poste de ministre des Finances, Tánaiste, ou vice-Premier ministre, le 14 juin 2007.
Finalement, il se retrouve le 5 avril 2008 seul candidat à la présidence du Fianna Fáil, poste auquel il est élu le 9 avril pour prendre fonction officiellement le 6 mai. Et c'est ensuite sans surprise que le Dáil Éireann le choisit comme nouveau Taoiseach le 7 mai 2008, par 88 voix contre 76. 
Il a tout d'abord été en butte, depuis son entrée en fonction, au rejet par les Irlandais de la ratification du traité de Lisbonne modifiant le traité sur l'Union européenne et le traité instituant la Communauté européenne, lors du référendum du 12 juin 2008. Cette victoire du « non » a été présentée par certains commentateurs comme un vote sanction à l'égard du gouvernement Cowen, à l'instar des rejets français et néerlandais du Traité instituant une Constitution pour l'Europe en 2005. Quoi qu'il en soit, cet évènement a fortement mis en difficulté Brian Cowen et son parti non seulement au sein de la classe politique irlandaise mais aussi vis-à-vis de ses partenaires européens. Après avoir obtenu la garantie pour l'Irlande de conserver son commissaire européen, le Premier ministre accepte d'organiser un second référendum, prévu pour le mois d'octobre. 
Il doit également faire face aux effets de la crise des subprimes puis de la crise bancaire et financière de l'automne 2008 qui touche très fortement l'ancien Tigre celtique dont l'économie reste plutôt dépendante de l'état des marchés internationaux. L'Irlande est ainsi le premier pays de la zone euro à rentrer officiellement en récession, dès le deuxième trimestre 2008, tandis que l'ESRI (Institut de Recherche économique et sociale) prévoit pour la période 2008-2010 la plus forte chute du PIB connue par un pays industrialisé sur deux ans depuis la Grande Dépression. La conséquence directe de cette situation économique difficile est une montée rapide du chômage, passant d'une situation de plein emploi à des taux de plus en plus élevés (dépassant les 6 % en août 2008, s'approchant des 10 % en janvier 2009 et atteignant le mois suivant les 10,4 % de demandeurs d'emploi, soit le plus fort taux depuis octobre 1997). À ceci s'ajoute également un important déficit budgétaire. Pour y remédier, le gouvernement de Brian Cowen met en place en février 2009 un plan d'austérité, prévoyant 1,4 milliard d'euros de coupes budgétaires pour l'année 2009 avec des hausses d'impôts, l'introduction d'une nouvelle contribution sociale sur les salaires des fonctionnaires pour financer les retraites et un gel des salaires de agents de la fonction publique, tandis que le Premier ministre annonce sa volonté de réduire les dépenses de l'État de 15 milliards d'euros sur deux ans. Très critiqué, ce plan entraîne une importante manifestation réunissant près de 100 000 personnes à Dublin le 21 février 2009. Ces mesures impopulaires affectent gravement sa côte de confiance dans les différents sondages d'opinion réalisés depuis sa prise de fonction, son taux de satisfaction oscillant entre 10 et 25 % d'opinions favorables. 
Lors des élections européennes du 5 juin 2009, considérées comme un véritable test électoral pour Brian Cowen et en vue du nouveau référendum organisé sur le traité de Lisbonne devant se tenir au début du mois d'octobre, son parti, le Fianna Fáil, n'arrive qu'en seconde position (avec 24,1 % des suffrages et 3 sièges d'eurodéputés sur 12, soit un de moins qu'en 2004), derrière le principal mouvement d'opposition, le Fine Gael (29,1 % des voix et 4 élus). Le même jour, le Fianna Fáil perd la circonscription de Dublin Sud au profit du candidat du Fine Gael, modifiant le rapport de force entre majorité (qui est ainsi passée de 89 députés après les élections de 2007 à 86 en juin 2009) et minorité (de 76 à 78 sièges) au Dáil Éireann, et est assez largement battu sur le plan national lors des élections locales organisées également à cette occasion.
En novembre 2010, alors que le pays est touché de plein fouet par les conséquences de la crise économique mondiale, il décide de faire appel à l'aide financière européenne et internationale pour juguler la dette publique de l'Irlande. Très critiqué pour avoir pris cette décision, alors qu'il assurait le mois précédent que son pays s'en sortirait sans assistance, il décide de convoquer des élections anticipées. Faisant aussi face à des critiques au sein même de son parti, dont six ministres quittent le gouvernement, il démissionne de la présidence du Fianna Fáil le 22 janvier 2011. Il annonce huit jours plus tard que les élections auront lieu le 25 février et qu'il compte se retirer de la vie politique.
Lors du scrutin, au cours duquel son frère Barry est élu député du comté d'Offaly, l'opposition remporte une très franche majorité de 113 sièges, contre seulement 20 élus à son propre parti. Il est remplacé le 9 mars par Enda Kenny, chef du Fine Gael, et met alors un terme à sa carrière politique.